# Армель Белла-Кочап
Армель Белла-Кочап (фр. Armel Bella-Kotchap, нар. 11 грудня 2001, Париж) — німецький футболіст французького походження, центральний захисник англійського «Саутгемптона».

## Клубна кар'єра
Народився 11 грудня 2001 року в Парижі в родині камерунського футболіста Сиріля Флорана Белли. Починав займатися футболом у другій половині 2000-х у Німеччині, де його батько саме завершував ігрову кар'єру.
У дорослому футболі дебютував 2019 року виступами за друголіговий «Бохум», в якому провів три з половиною сезони, взявши участь у 66 матчах чемпіонату. Допоміг команді 2021 року підвищитися в класі і сезон 2021/22 проводив вже в елітному німецькому дивізіоні.
Влітку 2022 року за 10 мільйонів євро перебрався до англійського «Саутгемптона», де відразу став одним з основних центральних захисників.

## Виступи за збірні
Отримав німецьке громадянство і 2018 року дебютував у складі юнацької збірної Німеччини (U-18), загалом на юнацькому рівні взяв участь у шести іграх.
Із 2021 року залучається до складу молодіжної збірної Німеччини.
У вересні 2022 року 20-річний на той час захисник дебютував в офіційних матчах у складі національної збірної Німеччини, а згодом був включений до її заявки на тогорічну світову першість.
| Дата       | Місто  | Господарі | Результат | Гості     | Турнір                               | Голи | Примітки |
| ---------- | ------ | --------- | --------- | --------- | ------------------------------------ | ---- | -------- |
| 26-9-2022  | Лондон | Англія    | 3 – 3     | Німеччина | Ліга націй УЄФА 2022-2023 - 1-й етап | -    | 90+1'    |
| 16-11-2022 | Маскат | Оман      | 0 – 1     | Німеччина | товариський матч                     | -    | 34'      |
| Усього     |        | Матчів    | 2         |           | Голів                                | 0    |          |